# لوكهيد إكس إف إم-2
لوكهيد أكس بيبي-3 (XPB-3) التي عرفت في وقت لاحق بطراز لوكهيد إكس إف إم-2 (XFM-2) هي طائرة أميركية مقاتلة ثقيلة بمقاعد متعددة هي تصميم مقترح وضعتها شركة لوكهيد خلال منتصف 1930s. والهدف كان إنتاج طائرة ثقيلة مقاتلة وقاذفة قنابل مدمرة لسلاح الجو الأميريكي الا أن الشركة فشلت في الحصول على عقد لبناء النموذج الأولي والتي خسرته بمواجهة طائرة بيل واي أف أم-1 إيراكودا.

## المواصفات
الخصائص العامة
- طول: 38 قدم 1 بوصة (11.6 م)
- باع الجناح: 9 قدم 10 بوصة (3 م)
- ارتفاع: 6 قدم 11 بوصة (2.1 م)
- الوزن الإجمالي: 7,937 رطل (3,600 كـغ)
- محركات: 1 × Marquardt XRJ43-MA محرك نفاث تضاغطي (Sustainer)
- محركات: 2 × Thiokol XM45 (5KS50000) صاروخ ذو وقود صلبs, 50,000 رطلق (222 كـن) thrust  الواحد for 5s (Boosters)

أداء
- السرعة القصوى: Mach 4.3
- مدى: 113 nmi؛ 130 ميل (210 كـم)
- سقف الخدمة: 98,000 قدم (30,000 م)